# Гнотобіонти
Гнотобіонти (грец. Gnotos — відомий та грец. bios — життя) — тварини, вільні від мікроорганізмів, їх отримують і вирощують їх у стерильних умовах. Гнотобіонтами також називають стерильних тварин, спеціально заражених визначеними видами мікроорганізмів.

## Історія
Вперше ідея про можливість життя без мікробів була висловлена Л. Пастером в 1885, але лише у 40-х роках XX століття американські та японські вчені, розробивши повноцінні стерильні дієти і апаратуру, створили підхід для розвитку і розмноження безмікробних тварин. Використання гнотобіонтів (морських свинок, мишей, кроликів та інших лабораторних тварин, а також поросят, телят, баранів) в різних областях біології та медицини привело до формування та 60-х роках XX століття самостійного наукового напряму — гнотобіології.

## Отримання гнотобіонтів
Гнотобіонтів першого покоління отримують шляхом стерильного вилучення плоду з матки або шляхом інкубації знезаражених яєць комах, птахів тощо з подальшим вирощуванням в спеціальних ізоляторах. Вони відрізняються від звичайних тварин (з нормальною мікрофлорою) характерними особливостями будови і функціональної активності деяких органів і тканин, перш за все тих, які у природних умовах перебувають у прямому контакті з мікрофлорою.

## Значення
Знання особливостей життєдіяльності гнотобіонтів важливе для вивчення формування імунітету, механізмів взаємодії паразита і організму господаря, фізіології травлення, інфекційних патологій і таке інше. Дослідження гнотобіонтів показали, що нормальна життєдіяльність тварин у природних умовах можлива лише за наявності в організмі нормальної мікрофлори. Гнотобіологічні методи використовують в клінічній медицині, мікробіології, імунології, вірусології, паразитології тощо, а також при випробуванні фармакологічних засобів і біологічних препаратів.